# Politikåret 2009

## Händelser

### Januari
- 1 januari – Tjeckien blir Europeiska unionens ordförandeland efter Frankrike.
- 17 januari - FN:s generalsekreterare Ban Ki-moon vädjar om omedelbar vapenvila i Gazakonflikten.[1]
- 20 januari – Barack Obama avlöser George W. Bush som USA:s president.[2]
- 26 januari – Islands statsminister Geir H. Haarde meddelar att hans regering avgår till följd av finanskrisen.

### Februari
- 1 februari – Jóhanna Sigurðardóttir tar över efter Geir H. Haarde som Islands statsminister.[3]
- 5 februari – I Sverige enas den borgerliga alliansens fyra partiledare om den svenska energipolitiken, vilket innebär att förbudet mot nybyggnad av kärnkraft upphävs.

### Mars
- 31 mars – Benjamin Netanyahu tillträder som Israels premiärminister.

### Maj
- 9 maj – Jacob Zuma tillträder som Sydafrikas president.

### Juni
- 21 juni – Danmark ger Grönland utökat självstyre.
- 28 juni – Honduras president Manuel Zelaya störtas i en militärkupp.

### Juli
- 1 juli – Sverige tar över ordförandeskapet i Europeiska Unionen.
- 17 juli – Island ansöker om medlemskap i EU.

### Oktober
- 20 oktober – I Norge ombildar Jens Stoltenberg sin regering.
- 21 oktober – Sveriges riksdag beslutar att begränsa den inhemska vargstammen till 210 individer, vilket öppnar upp för licensierad vargjakt i landet.

### December
- 7–18 december – Förenta nationernas klimatkonferens 2009 i Köpenhamn.

## Val och folkomröstningar
- 25 april – Alltingsval på Island.[4]
- 4–7 juni – Val till Europaparlamentet inom hela EU. För första gången deltar alla EU-medlemsstater, inklusive Rumänien och Bulgarien, i ett och samma Europaparlamentsval.[5]
- 12 juni – Presidentval hålls i Iran, där Mahmoud Ahmadinejad blir omvald, men anklagas för valfusk vilket leder till omfattande demonstrationer i landet.[5]
- 30 augusti – Vid parlamentsvalet i Japan förlorar Liberaldemokratiska partiet regeringsmakten efter i princip 54 års styre.[6]
- 14 september – Stortingsval i Norge.[7]
- 20 september – Kyrkoval i Sverige.

## Organisationshändelser
- Okänt datum – Albmut bildas i Sverige.
- Okänt datum – ArbetarInitiativet bildas i Sverige.
- Okänt datum – Norrländska samlingspartiet bildas i Sverige.

## Avlidna
- 27 januari – Ramaswamy Venkataraman, Indiens president 1987–1992.
- 2 mars – João Bernardo Vieira, Guinea-Bissaus president 1980–14 maj 1984, 16 maj 1984–1999 och 2005–2009.
- 28 mars – Janet Jagan, Guyanas president 1997–1999.
- 31 mars – Raúl Alfonsín, Argentinas president 1983–1989.
- 23 maj – Roh Moo-hyun, Sydkoreas president 2003–11 mars 2004 och 15 maj 2004–2008.
- 30 maj
  - Luís Cabral, Guinea-Bissaus förste president 1973–1980.
  - Ephraim Katzir, Israels president 1973–1978.
- 1 augusti – Corazon Aquino, Filippinernas president 1986–1992.
- 18 augusti – Kim Dae-jung, Sydkoreas president 1998–2003.
- 28 september – Guillermo Endara, Panamas president 1989–1994.
- 9 december – Kjell Laugerud, Guatemalas president 1974–1978.
- 30 december – Abdurrahman Wahid, Indonesiens president 1999–2001.